# Liste der Monuments historiques in Vence
Die Liste der Monuments historiques in Vence führt die Monuments historiques in der französischen Gemeinde Vence auf.

## Liste der Bauwerke
| Bezeichnung                         | Beschreibung | Standort                                                         | Kennzeichnung | Schutzstatus | Datum     | Bild           |
| ----------------------------------- | ------------ | ---------------------------------------------------------------- | ------------- | ------------ | --------- | -------------- |
| Römische Säule                      |              | Place du Grand-Jardin Place Godeau (Lage)                        | PA00080914    | Classé       | 1886      | weitere Bilder |
| Fontaine du Peyra                   | Brunnen      | Place du Peyra (Lage)                                            | PA00080917    | Classé       | 1920      | weitere Bilder |
| Kathedrale                          |              | Place Clemenceau (Lage)                                          | PA00080910    | Classé       | 1944      | weitere Bilder |
| Chapelle des Pénitents blancs       |              | Avenue Foch Avenue Henri-Isnard (Lage)                           | PA00080912    | Classé       | 1944      | weitere Bilder |
| Chapelle Sainte-Élisabeth           |              | Route de Cagnes (Lage)                                           | PA00080913    | Inscrit      | 1927      | weitere Bilder |
| Commanderie de Saint-Martin         |              | Domaine du château Saint-Martin 2490, Avenue des Tempiers (Lage) | PA00080915    | Inscrit      | 1927      | weitere Bilder |
| Stadtbefestigung Porte du Signadour |              | Rue du docteur-Binet Boulevard Paul-André (Lage)                 | PA00080918    | Inscrit      | 1932 1936 | weitere Bilder |
| Fontaine de la Foux Fontaine Basse  |              | Avenue Marcellin-Maurel (Lage)                                   | PA00080916    | Inscrit      | 1948      | weitere Bilder |
| Chapelle du Rosaire                 |              | 466, avenue Henri-Matisse (Lage)                                 | PA00080911    | Inscrit      | 1965      |                |
| Sechs Kapellen des Kalvarienbergs   |              | Chemin du Calvaire (Lage)                                        | PA00080951    | Inscrit      | 1989      | weitere Bilder |
| École Freinet                       |              | 1133, chemin Célestin-Freinet (Lage)                             | PA06000017    | Inscrit      | 2001      |                |

## Liste der Objekte

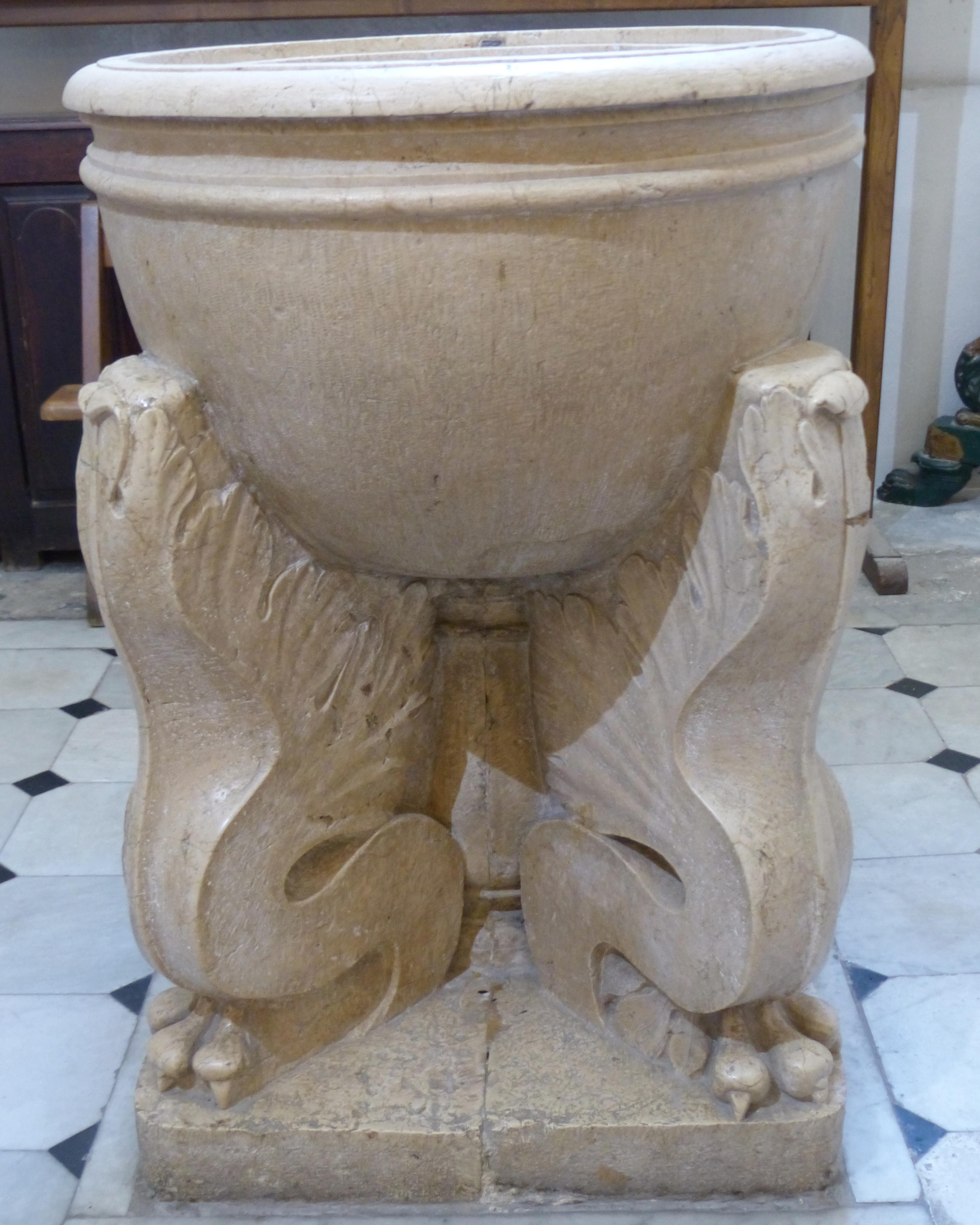
Taufbecken in der Kathedrale (12. Jahrhundert)

- Monuments historiques (Objekte) in Vence in der Base Palissy des französischen Kultusministeriums